# Ripollès
Ripollès is een comarca van de Spaanse autonome regio Catalonië. Het is onderdeel van de provincie Girona. In 2005 telde Ripollès 26.400 inwoners op een oppervlakte van 956,24 km². De hoofdstad van de comarca is Ripoll.

## Gemeenten
| Gemeente          | Inwoners | Gemeente                   | Inwoners | Gemeente               | Inwoners |
| ----------------- | -------- | -------------------------- | -------- | ---------------------- | -------- |
| Campdevànol       | 3432     | Campelles                  | 114      | Camprodon              | 2446     |
| Gombrèn           | 229      | Llanars                    | 546      | Les Llosses            | 261      |
| Molló             | 336      | Ogassa                     | 262      | Pardines               | 162      |
| Planoles          | 213      | Queralbs                   | 202      | Ribes de Freser        | 2044     |
| Ripoll            | 10.762   | Sant Joan de les Abadesses | 3621     | Sant Pau de Segúries   | 669      |
| Setcases          | 180      | Toses                      | 163      | Vallfogona de Ripollès | 221      |
| Vilallonga de Ter | 437      |                            |          |                        |          |